# 14974 Pocatky
Pocatky (asteróide 14974) é um asteróide da cintura principal, a 2,4010587 UA. Possui uma excentricidade de 0,0873347 e um período orbital de 1 558,58 dias (4,27 anos).
Pocatky tem uma velocidade orbital média de 18,36314811 km/s e uma inclinação de 3,88229º.
Este asteróide foi descoberto em 22 de Setembro de 1997 por Miloš Tichý.